# Bořivoj Hořínek
Bořivoj Hořínek (* 5. září 1976 Ostrov nad Ohří) je český režisér, scenárista a fotograf. Je synem fotografa Bořivoje Hořínka (* 1. března 1948 Vilémov). 
Po maturitě na gymnáziu studoval nejdříve ČVUT Fakultu architektury, ale v roce 1996 začal studovat obor, který mu byl bližší, režii na pražské FAMU, kterou absolvoval v roce 2005. Během studií na FAMU se mu podařilo v roce 2004 studovat na Nothingam Tren University Fakultu umění a designu.

## Režie
- Mazalové (TV seriál)
- Křižovatky života] (TV pořad)
- Vyprávěj (TV seriál)
- Naposledy vlkem
- Šance tisíciletí
- Rodinka
- Soňa si sedne na postel
- Ve výloze
- Z nudy

## Pomocná režie
- Dva nula

## Autor námětu
- Šance tisíciletí
- Rodinka
- Soňa si sedne na postel
- Ve výloze
- Z nudy

## Scenárista
- Naposledy vlkem
- Šance tisíciletí
- Soňa si sedne na postel
- Ve výloze
- Z nudy

## Spolupráce
- Vyhnání z ráje